# Hintonia
Hintonia là một chi thực vật có hoa trong họ Thiến thảo (Rubiaceae).

## Loài
Chi Hintonia gồm các loài: